# Harvey Cohn
Harvey Wright Cohn (né le 4 décembre 1884 à New York et décédé en juillet 1965 dans le Massachusetts) est un athlète américain spécialiste du demi-fond. Affilié à l'Irish-American Athletic Club, il mesurait 1,72 m pour 62 kg.

## Biographie

### Palmarès
| Date | Compétition                | Lieu        | Résultat | Épreuve            | Performance |
| ---- | -------------------------- | ----------- | -------- | ------------------ | ----------- |
| 1904 | Jeux olympiques d'été      | Saint-Louis | 8e       | 1 500 mètres       |             |
| 1906 | Jeux olympiques intercalés | Athènes     | 8e       | 1 500 mètres       |             |
| 1908 | Jeux olympiques d'été      | Londres     | 2e       | 3 miles par équipe | 19 points   |

### Records
| Épreuve      | Performance  | Lieu | Date |
| ------------ | ------------ | ---- | ---- |
| 1 500 mètres | 4 min 09 s 4 |      | 1904 |